# 松本美和子
松本 美和子（まつもと みわこ、1941年11月25日 - ）は、日本の声楽家（ソプラノ）、オペラ歌手、音楽教育者。

## 経歴
奈良県奈良市出身。武蔵野音楽大学卒業。同専攻科修了。1966年ローマ・サンタ・チェチーリア音楽院に留学し、首席名誉賞受賞で卒業。1972年ローマ・アカデミア・サンタ・チェチーリア修了。シエーナのキジアーナ音楽院でも学ぶ。松本寛子、松内和子、松山善憲、ルドルフォ・リッチ、畑中良輔、ジョルジョ・ファヴァレットに師事。
1972年ローマ歌劇場においてビゼー『カルメン』ミカエラでデビュー。以後、ローマ国立歌劇場を本拠に、サン・カルロ劇場（ナポリ）、フェニーチェ歌劇場（ヴェネツィア）、トリノ王立歌劇場等、イタリアの著名な歌劇場はもとより、ベルリン国立歌劇場、ベルリン・ドイツ・オペラ、ライン・ドイツ・オペラ、フランクフルト歌劇場、バイエルン国立歌劇場、リセウ大劇場（バルセロナ）、ウィーン国立歌劇場、ロイヤル・オペラ・ハウス（ロンドン）、シカゴ・リリック・オペラなど、世界各国の主要オペラ劇場に出演。共演した歌手もヘルマン・プライ、アルフレード・クラウス、ホセ・カレーラス、ルッジェーロ・ライモンディ、フアン・ポンス、カーティア・リッチャレッリ、ゲーナ・ディミトローヴァ、ジョゼ・ヴァン・ダム、グレース・バンブリー、エヴァ・マルトン、ギネス・ジョーンズ、ヴァルター・ベリー、トム・クラウゼ、アンナ・トモワ＝シントウ、エッダ・モーザー、フランコ・ボニゾッリ等に及ぶ。
日本では、1974年モーツァルト『フィガロの結婚』ケルビーノでオペラデビュー。1998年4月、プッチーニ『蝶々夫人』タイトルロールで新国立劇場98-99シーズンの幕開けを飾った。また1999年、同劇場での初のオペレッタ、ヨハン・シュトラウス2世『こうもり』ロザリンデを歌う。2002年12月にはソフィア国立歌劇場（ブルガリア）プッチーニ『ラ・ボエーム』に出演。2003年6月と2006年8月には東京室内歌劇場 アンドレ・プレヴィン『欲望という名の電車』にも出演。2009年には、プーランクのモノ・オペラ『声』を歌い、以来ライフワークとして毎年同オペラを歌い続けている。2014年には日本オペラ協会 三木稔『春琴抄』春琴、2019年には鳥山妙子『真昼の夜想曲 －何故・だから－』と、演奏活動を続けている。
本人が「私のことをオペラ歌手だと思ってらっしゃる方も多いのですが、本質はリート歌手です」と語るとおり、歌曲の業績も多い。1991年ウィーン楽友協会で日本人としては初めてウィーン学友協会主催の歌曲の夕べに出演。1996年トスティ生誕150周年記念コンサートを紀尾井ホールで開催し、トスティ100曲を歌いあげ、同時に74曲をCDに録音し発売。1999年はレスピーギ生誕120周年にあたり日本で初めて全曲レスピーギのCDをリリース。2002年は10月にトスティ歌曲集5、12月に近代イタリア歌曲集2をリリース。2005年デビュー40周年を記念し紀尾井ホール、府中の森芸術劇場にて記念コンサートを行う。2015年デビュー50周年を記念し白寿ホールにて記念コンサートを行う。日本歌曲に関しても評価が高い。
教育活動に関しても、1998年チャイコフスキー国際コンクールで日本人として初めて優勝した佐藤美枝子を育てるなど、次世代の育成に注力している。他にも門下生は数多く、堀内康雄、木下美穂子、針生美智子、小貫岩夫、佐橋美起、市原三枝子、米沢傑、小森美枝、斉藤紀子、鈴木彩、角野圭奈子、長谷川留美子、宮本彩音、三村卓也、谷原めぐみ、久留宮まみ、曲尾理紗、本松三和、加藤恵、秦千懿（旧名：秦琴）、新藤昌子、荊木成子、吉川真澄、平野則子、新海智貴、渡邉美智子、国分晴香、加治屋園子、星由佳子、八木まゆみ、松本秋音、小野弘晴、横関祐子、大須賀園枝、久保田束穂、石原久章、富田泰子、松村英行、斎藤紀子、高橋知子、松室華子、三村卓也、小林由樹、木原理菜、中村早希、鳴瀬あゆこ、荷田直美、大熊ちえ美、木原理菜、下平マリ子、進美沙子、水頭順子、角田整保、瀬戸口浩、瀬戸口美希代、露木奈々子、豊島雄一、中島晃紀、松本宏美、皆川如、石崎秀和、乾ひろこ、佐藤優衣、鈴木健司、安永紀子、蒲地隆明、河野通典、松永芙紗子、代宮司美生、平井史、家城由美、三ツ矢淳子、横山聡子、吉田るみ子、劉佳陽、などがいる。
武蔵野音楽大学特任教授。二期会会員。

## 受賞・受章歴
- 1964年 - 日伊声楽コンコルソ特別賞受賞。
- 1965年 - 毎日音楽コンクール声楽の部1位。
- 1966年 - トゥールーズ国際声楽コンクール3位。
- 1967年 - ジュネーヴ国際音楽コンクール2位（1位なし）[3]。
- 1967年 - マリア・カナルス国際音楽コンクール2位。
- 1968年 - パルドリーノ・コンクール第1位[3]。
- 1986年 - ジロー・オペラ賞大賞を受賞。
- 1990年 - 新日鉄音楽賞特別賞を受賞。
- 1998年 - モービル音楽賞を受賞。
- 2006年 - 紫綬褒章を受章[48]。
- 2012年 - 旭日小綬章を受章[49]。
- 2019年 - 下總皖一音楽賞（音楽文化貢献部門）受賞。

## ディスコグラフィー（一部）
- 『修道女アンジェリカ』全曲盤（1973、RCAレコード）ブルーノ・バルトレッティ指揮サンタ・チェチーリア国立アカデミー管弦楽団演奏、カーティア・リッチャレッリ、フィオレンツァ・コッソット出演
- CD イタリア古典歌曲集 1986
- CD この道 浜辺の歌 松本美和子 日本の名歌を歌う 1987
- CD トスティ: 歌曲集 1988
- CD 歌の翼に◎サンタ・ルチア 松本美和子/世界の名歌を歌う 1989
- CD オペラ・アリア集 1990
- CD イタリア古典歌曲の夕べ 1991
- CD 男が聴く、入門のためのロマン派（オムニバス） 1991
- CD 街かどで クラシック2/ウィーンの街角で 1991
- CD 魅惑/太陽と愛 近代イタリア歌曲集 1992
- CD ロッシーニ歌曲集 1992
- CD SBMスペシャル・エディション（クラシック・エディション）（オムニバス） 1992
- CD 決定版/世界の子守歌 1993
- CD トスティ:歌曲集2 1994
- CD2枚組 山田耕筰没後50年特別企画「山田耕筰 歌曲集」（オムニバス） 1994
- CD2枚組 日本の唱歌・抒情歌（オムニバス） 1994
- CD 別れの曲/思い出のクラシック 1994
- CD トスティ: 歌曲集3 1995
- CD 水色のワルツ/城ヶ島の雨－日本 1995
- CD この道/浜辺の歌－日本の名歌を 1995
- CD2枚組 中田喜直歌曲集 松本美和子 原田茂生 1995
- CD 世界の子守歌 松本美和子 本宮寛子 中村邦子 1995
- CD トスティ: 歌曲集4 1996
- CD イタリア古典歌曲集 1996
- CD 秘められた ウィーン歌曲 1996
- CD4枚組 トスティ歌曲集大成 1996
- CD イタリア歌曲集（オムニバス） 1997
- CD かわいい唇－私を思い出してほしい 1998
- CD2枚組 TWIN BEST お茶の間クラシック（オムニバス） 1998
- CD 遙か遠い日々/レスピーギ歌曲集 1999
- CD 追憶/ゆかしい月よ 2000
- CD2枚組 ドナウディ歌曲集 松本美和子 鈴木寛一 2000
- CD 歌の翼に/サンタ・ルチア 2000
- CD 夢路より/光さす窓辺 2000
- CD イタリア古典歌曲集 2001
- CD3枚組 Mercadante: Il Bravo 2001
- CD 近代イタリア歌曲集2 2002
- CD トスティ: 歌曲集5 2002
- CD 遙かなるサンタ・ルチア 愛のカンツォーネ/松本美和子 2003
- CD Music as a Spice1（オムニバス） 2004
- CD [NEW BEST ONE]浜辺の歌◎日本のうた 名曲選（オムニバス） 2004
- CD 世界の子守歌（オムニバス） 2005
- CD2枚組 赤とんぼ 山田耕作作品集 2005
- CD2枚組 ＜COLEZO!TWIN＞中田喜直作品集 2005
- CD 松本美和子紫綬褒章授賞記念特別企画 トスティ:歌曲集大成 2006
- CD4枚組 ベスト・オブ・ベスト/日本の名歌（オムニバス） 2006
- CD 日野原重明音楽プロデュース「さわやかに生きる」音楽シリーズ はつらつ編 松本美和子 吉田浩之 2007
- CD イタリア歌曲集2 松本美和子 小山由美 佐野成宏 谷池重紬子 2007
- CD4枚組 ベスト・オブ・ベスト イタリア歌曲集 2008
- CD ベスト・オブ・ベスト 子守歌（オムニバス） 2013
- CD2枚組 トスティ: 歌曲集 2014
- CD2枚組 トスティ: 歌曲集2 2014
- CD ひとすじに 2020